# Nihan Büyükağaç
Nihan Büyükağaç (* 28. September 1981 in Istanbul) ist eine türkische Schauspielerin.

## Leben und Karriere
Nihan Büyükağaç wurde am 28. September 1981 in Istanbul geboren. Sie studierte an der Universität Ankara. Ihr Debüt gabb sie 2005 in der Fernsehserie Beşinci Boyut. 2006 spielte sie in der Serie Fırtına mit. Anschließend wurde sie 2009 für den Film Yüreğine Sor gecastet. 
Unter anderem war Büyükağaç 2016 in dem Film Oflu Hoca'nın Şifresi 2 zu sehen. Zwischen 2022 und 2023 trat sie in der Serie Kardeslerim auf.

## Filmografie (Auswahl)
Filme
- 2009: Yüreğine Sor
- 2016: Oflu Hoca'nın Şifresi 2
- 2022: Herşeye Rağmen

Serien
- 2005: Beşinci Boyut
- 2007: Senden Başka
- 2008: Sınıf
- 2010: Yer Gök Aşk
- 2011–2013: Das osmanische Imperium – Harem: Der Weg zur Macht (Muhteşem Yüzyıl)
- 2014: Gönül İşleri
- 2018: Bir Umut Yeter
- 2019: Canevim
- 2022–2023:Kardeslerim